# Довер (Делавер)
Довер (англ. Dover) — місто (англ. city) в окрузі Кент штату Делавер США. Населення — 39 403 особи (2020).

## Географія
Довер розташований за координатами 39°9′38″ пн. ш. 75°31′18″ зх. д. / 39.16056° пн. ш. 75.52167° зх. д. (39.160606, -75.521659).  За даними Бюро перепису населення США в 2010 році місто мало площу 60,71 км², з яких 59,95 км² — суходіл та 0,76 км² — водойми.

### Клімат
| Клімат : Довер                             | Клімат : Довер | Клімат : Довер | Клімат : Довер | Клімат : Довер | Клімат : Довер | Клімат : Довер | Клімат : Довер | Клімат : Довер | Клімат : Довер | Клімат : Довер | Клімат : Довер | Клімат : Довер | Клімат : Довер |
| Показник                                   | Січ.           | Лют.           | Бер.           | Квіт.          | Трав.          | Черв.          | Лип.           | Серп.          | Вер.           | Жовт.          | Лист.          | Груд.          | Рік            |
| Абсолютний максимум, °C                    | 25,0           | 26,7           | 31,1           | 36,1           | 36,7           | 38,3           | 40,0           | 38,9           | 37,2           | 35,0           | 29,4           | 23,9           | 40,0           |
| Середній максимум, °C                      | 6,3            | 8,3            | 12,7           | 18,7           | 23,7           | 28,4           | 30,6           | 29,6           | 26,3           | 20,4           | 14,7           | 8,6            | 19,1           |
| Середня температура, °C                    | 1,8            | 3,3            | 7,3            | 12,8           | 17,9           | 22,9           | 25,4           | 24,5           | 20,9           | 14,8           | 9,6            | 4,0            | 13,8           |
| Середній мінімум, °C                       | −2,7           | −1,7           | 2,0            | 6,8            | 12,1           | 17,4           | 20,2           | 19,4           | 15,6           | 9,3            | 4,3            | −0,6           | 8,6            |
| Абсолютний мінімум, °C                     | −21,7          | −23,9          | −13,9          | −10            | −2,2           | 5,0            | 7,2            | 1,7            | −1,1           | −3,9           | −11,7          | −19,4          | −23,9          |
| Середня кількість сонячних годин на місяць | 155            | 170            | 217            | 240            | 248            | 270            | 279            | 248            | 240            | 217            | 180            | 155            | 2619           |
| Норма опадів, мм                           | 87             | 78             | 109            | 99             | 108            | 102            | 104            | 111            | 105            | 87             | 88             | 93             | 1171           |
| Днів з опадами                             | 10,1           | 9,6            | 10,0           | 11,3           | 10,9           | 9,1            | 9,3            | 8,6            | 8,3            | 8,0            | 7,9            | 10,3           | 113,4          |
| Днів зі снігом                             | 2,2            | 1,9            | 0,3            | 0              | 0              | 0              | 0              | 0              | 0              | 0              | 0              | 0,9            | 5,3            |
| ------------------------------------------ | -------------- | -------------- | -------------- | -------------- | -------------- | -------------- | -------------- | -------------- | -------------- | -------------- | -------------- | -------------- | -------------- |
| Джерело: NOAA                              |                |                |                |                |                |                |                |                |                |                |                |                |                |

## Демографія
Згідно з переписом 2010 року, у місті мешкало 36 047 осіб у 13 771 домогосподарстві у складі 7980 родин. Густота населення становила 594 особи/км².  Було 15024 помешкання (247/км²).
Расовий склад населення:
| - 48,3 % — білих - 42,2 % — чорних або афроамериканців - 2,7 % — азіатів - 0,5 % — корінних американців - 0,1 % — вихідців з тихоокеанських островів - 2,1 % — осіб інших рас |

До двох чи більше рас належало 4,1 %. Частка іспаномовних становила 6,6 % від усіх жителів.
За віковим діапазоном населення розподілялося таким чином: 21,5 % — особи молодші 18 років, 64,1 % — особи у віці 18—64 років, 14,4 % — особи у віці 65 років та старші. Медіана віку мешканця становила 31,3 року. На 100 осіб жіночої статі у місті припадало 86,7 чоловіків;  на 100 жінок у віці від 18 років та старших — 82,9 чоловіків також старших 18 років.
Середній дохід на одне домашнє господарство  становив 58 033 долари США (медіана — 45 363), а середній дохід на одну сім'ю — 68 701 долар (медіана — 58 398). Медіана доходів становила 38 608 доларів для чоловіків та 38 591 долар для жінок. За межею бідності перебувало 20,0 % осіб, у тому числі 32,7 % дітей у віці до 18 років та 7,0 % осіб у віці 65 років та старших.
Цивільне працевлаштоване населення становило 15 527 осіб. Основні галузі зайнятості: освіта, охорона здоров'я та соціальна допомога — 30,8 %, роздрібна торгівля — 15,3 %, мистецтво, розваги та відпочинок — 13,9 %.